# 1961 au théâtre
| Années du théâtre : 1958 - 1959 - 1960 - 1961 - 1962 - 1963 - 1964    |
| Décennies du théâtre : 1930 - 1940 - 1950 - 1960 - 1970 - 1980 - 1990 |

Cet article présente les faits marquants de l'année 1961 au théâtre.

## Pièces de théâtre représentées
- en Juillet :  L'Alcade de Zalamea de Calderon, mise en scène Jean Vilar, Cour d'honneur du palais des papes, à Avignon
- 28 août : Huit Femmes de Robert Thomas, au Théâtre Édouard VII (Paris)

## Naissances
- 26 février : Gediminas Taranda, danseur classique, directeur artistique et acteur d'origine lituanienne
- 12 avril : Iouri Galtsev, directeur artistique du théâtre Arkadi Raïkine de Saint-Pétersbourg
- 6 juin : Natalia Akhmarova, danseuse russe

## Décès
- 18 août : Alekseï Popov, metteur en scène soviétique (°1892)
- 9 novembre : Jean-Marie Amato (°1926)